# Église Notre-Dame d'Huriel
L’église Notre-Dame d'Huriel est située sur la commune d'Huriel, dans le département de l'Allier, en France. Elle est classée aux monuments historiques par la liste de 1862.

## Histoire
L'église romane d'Huriel, construite au XIIe siècle, fut jadis le siège d'un prieuré dépendant de la puissante abbaye de Déols, monastère berrichon clunisien.

## Architecture

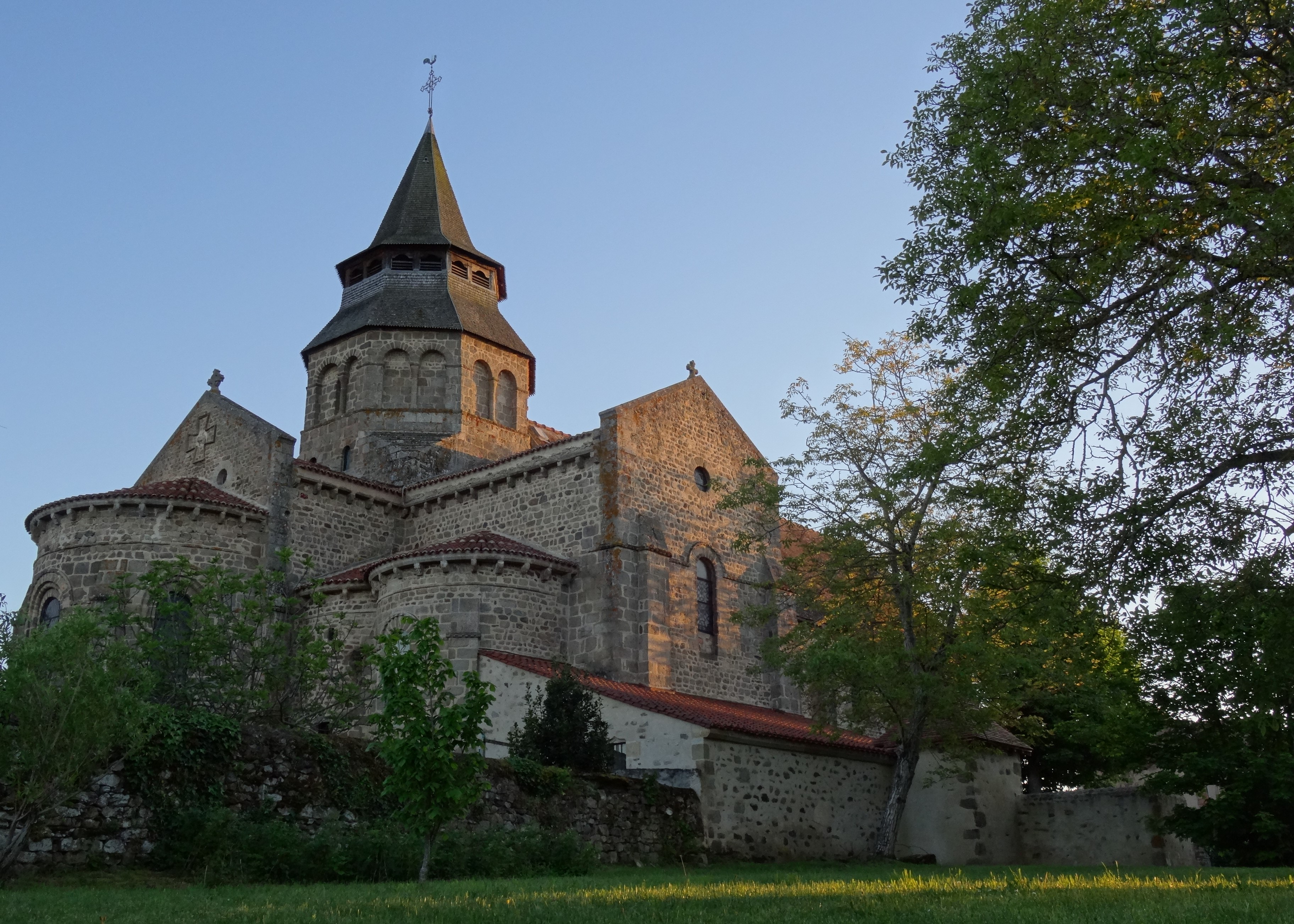
Vue d'ensemble.

Bâtie en granit de Jarges, elle mêle les influences auvergnates, par son superbe clocher octogonal aux arcades aveugles qui rappelle celui des églises majeures comme Saint-Nectaire ou Saint-Saturnin, les influences limousines, par les cordons de billettes qui courent autour des baies, et surtout les influences berrichonnes, par sa nef unique charpentée non voûtée, ses fameuses secretariae (sortes de sacristies entre l'abside et les absidioles) et les "passages berrichons" qui permettent le passage du transept vers la nef sans passer par le chœur, qu'on retrouve notamment à Saint-Genès de Châteaumeillant et à l'église de La Celle, en Berry. Les pignons de la nef, des deux bras du transept et du chevet, qui s'élèvent plus haut que les toitures, relèvent également de l'influence auvergnate.
La nef est précédée sur toute sa largeur d'un narthex, porche ouvert par trois arcs en plein cintre placés entre les contreforts plats. Il supporte la tribune, éclairée par trois fenêtres situées au-dessus des arcs du rez-de-chaussée.
La toiture du clocher est couverte de bardeaux de châtaignier.

## Mobilier
- Tableau de Daniel Hallé, Le Christ et la Vierge apparaissant à saint François (1671)[3].
- Tableau de l'école du Guerchin (XVIIe siècle), Le Christ intronisant saint Pierre comme premier pape.
- Grille de chœur du XIIe siècle, en fer forgé, avec un décor de spirales.
- Fonts baptismaux en granit, d'époque romane. Le rebord de la cuve cylindrique est entouré d'un cordon constitué d'une sorte de serpent sur lequel sont sculptés douze masques humains.
- Tombeau de la famille de Brosse, seigneurs d'Huriel. Ce tombeau en grès, mutilé à l'époque de la Révolution, se trouvait auparavant dans l'ancienne église Saint-Martin. Il abritait les dépouilles de Pierre II, Louis Ier († 1356), Louis II († 1390), de leurs épouses et de plusieurs de leurs enfants[4]. Ce qui reste du gisant de Pierre II de Brosse se trouve aujourd'hui au musée Anne-de-Beaujeu de Moulins.